# Alexander Jewgenjewitsch Charitonow
Alexander Jewgenjewitsch Charitonow (russisch Александр Евгеньевич Харитонов; * 30. März 1976 in Moskau, Russische SFSR) ist ein ehemaliger russischer Eishockeyspieler, der im Laufe seiner Karriere vor allem beim HK Dynamo Moskau in der Superliga aktiv war und insgesamt 71 NHL-Spiele für den Tampa Bay Lightning und die New York Islanders absolvierte.

## Karriere
Alexander Charitonow begann seine Karriere beim Wjatitsch Rjasan in der dritten russischen Liga, bevor er 1994 zum HK Dynamo Moskau wechselte und für dessen zweite Mannschaft spielte. In der Spielzeit 1994/95 gab er auch sein Debüt in der Internationalen Hockey-Liga, dem Vorgänger der heutigen russischen Superliga. In der folgenden Spielzeit absolvierte er einige Spiele für die zweite Mannschaft Dynamos und wurde später an den HK Lipezk ausgeliehen, wo er in 64 Spielen 52 Scorerpunkte erzielte. Zur Saison 1996/97 kehrte er nach Moskau zurück und spielte von da an in der Profimannschaft von Dynamo. Beim NHL Entry Draft 2000 wurde von den Tampa Bay Lightning in der dritten Runde an 81. Stelle ausgewählt und wechselte kurze Zeit später nach Nordamerika. In seiner ersten NHL-Saison absolvierte er 66 Spiele für Tampa Bay, in denen er sieben Tore und 15 Assists erreichen konnte. Im Sommer 2001 wurde er zusammen mit Adrian Aucoin an die New York Islanders abgegeben, die im Gegenzug Mathieu Biron und einen Zweitrunden-Draftpick an Tampa Bay abgaben. 
Nach fünf NHL-Spielen für die Islanders wurde er in das Farmteam, die Bridgeport Sound Tigers, in die AHL geschickt. Kurz darauf kehrte er nach Russland zurück und unterschrieb einen Vertrag beim HK Awangard Omsk. Im Sommer 2003 wurde er von Dynamo Moskau unter Vertrag genommen, wo er bis zum Ende der Spielzeit 2007/08 spielte. Danach stand er für ein Jahr bei Torpedo Nischni Nowgorod unter Vertrag, bevor er kurz vor Beginn der Spielzeit 2009/10 zum HK Sibir Nowosibirsk wechselte.

### International
Alexander Charitonow wurde vor der Eishockey-Weltmeisterschaft der Herren 2000 das erste Mal für ein großes Turnier in die russische Nationalmannschaft  berufen. Weitere WM-Teilnahmen folgten 2001, 2005 (Gewinn der Bronzemedaille), 2006 und 2007 (Gewinn der Bronzemedaille). Außerdem nahm er an den Olympischen Winterspielen 2006 in Turin teil.

## Erfolge und Auszeichnungen
- 2000 Gewinn der russischen Meisterschaft
- 2000 All-Star Team der Superliga
- 2005 Gewinn der russischen Meisterschaft
- 2005 Bronzemedaille bei der Weltmeisterschaft
- 2006 Gewinn des IIHF European Champions Cups

## Statistik
(Stand: Ende der Saison 2010/11)